# Wittering
Wittering är en ort och civil parish i Storbritannien.   Den ligger i kommunen City of Peterborough i riksdelen England, i den sydöstra delen av landet, 120 km norr om huvudstaden London. Wittering ligger 64 meter över havet och antalet invånare är 2 348.
Terrängen runt Wittering är platt. Runt Wittering är det tätbefolkat, med 319 invånare per kvadratkilometer. Närmaste större samhälle är Peterborough, 13,5 km öster om Wittering. Trakten runt Wittering består till största delen av jordbruksmark.